# میکروتوم

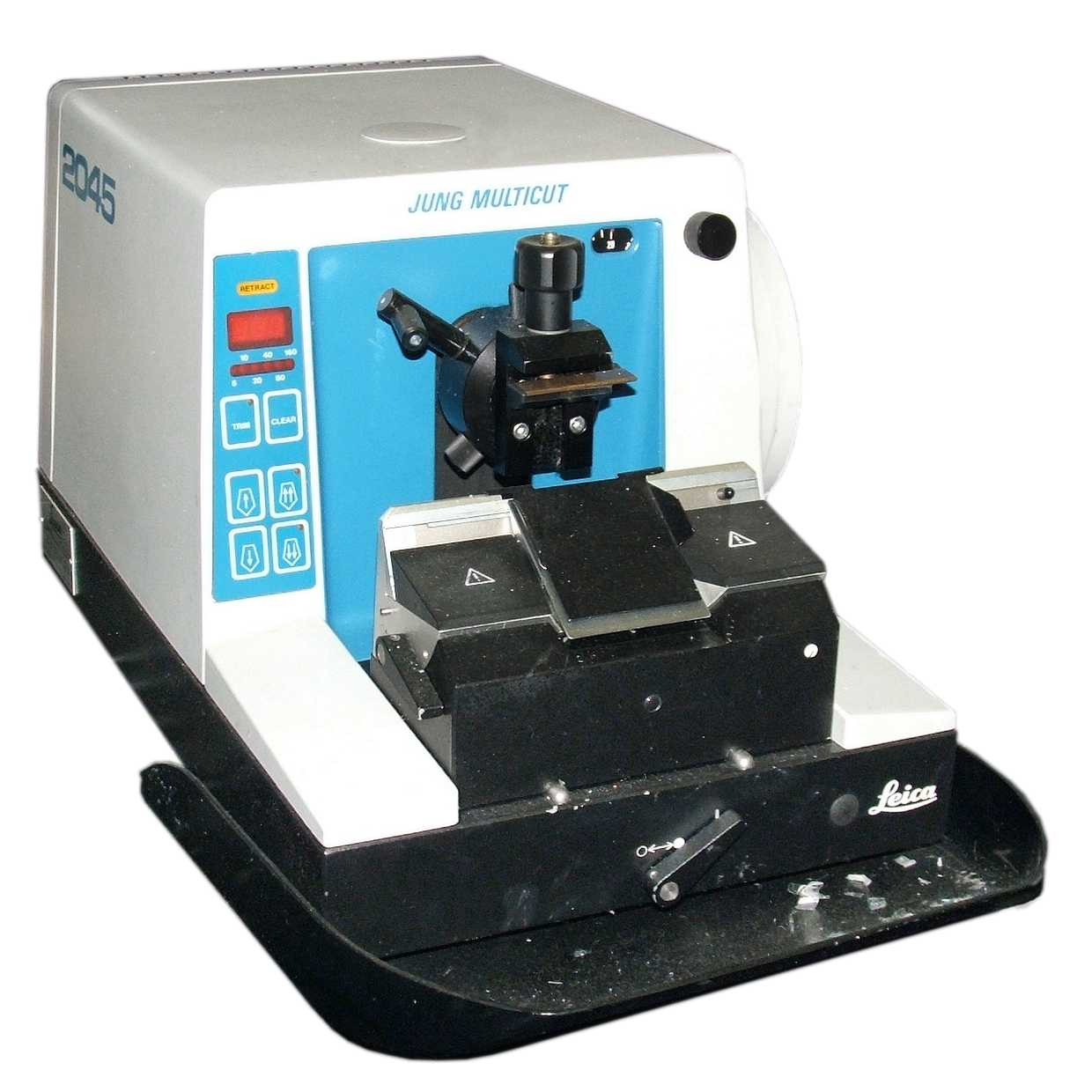
میکروتوم

میکروتوم وسیله‌ای است که در آزمایشگاه‌های بافت‌شناسی، پاتولوژی یا تحقیقات مواد برای ایجاد مقطع نازک برای تهیه نمونه مناسب برای میکروسکوپ نوری یا میکروسکوپ الکترونی عبوری بکار می‌رود.
با این دستگاه می‌توان از نمونه‌های قالب‌گیری شده در پارافین یا اپوکسی برش‌هایی به ضخامت ۵۰ نانومتر تا ۱۰۰ میکرون، تهیه کرد. نمونه‌های پیشرفته تر این دستگاه قابلیت کار در دمای نیتروژن مایع برای تهیه نمونه کرایو از سلول‌ها یا پروتئین‌ها یخ زده و نزدیک به حالت طبیعی را دارا می‌باشند.